# Стоділки
Стоді́лки — село в Україні, в Городоцькій міській громаді, Львівського району, Львівської області. Населення становить 263 особи. Орган місцевого самоврядування — Городоцька міська рада.
У радянські часи до села приєднана колишня німецька сільськогосподарська колонія Ебенав (нім. Ebenau) — тепер це північна частина села. Станом на 1808 рік в Ебенав мешкало 110 католиків.

## Населення

### Мова
Розподіл населення за рідною мовою за даними перепису 2001 року:
| Мова       | Кількість | Відсоток |
| ---------- | --------- | -------- |
| українська | 263       | 100%     |

## Відомі люди

### Народилися
- Гурняк Володимир Ярославович (1989—2022) — український військовослужбовець, старший солдат 80 ОДШБр Збройних сил України, загинув під час російсько-української війни.